# Cococha

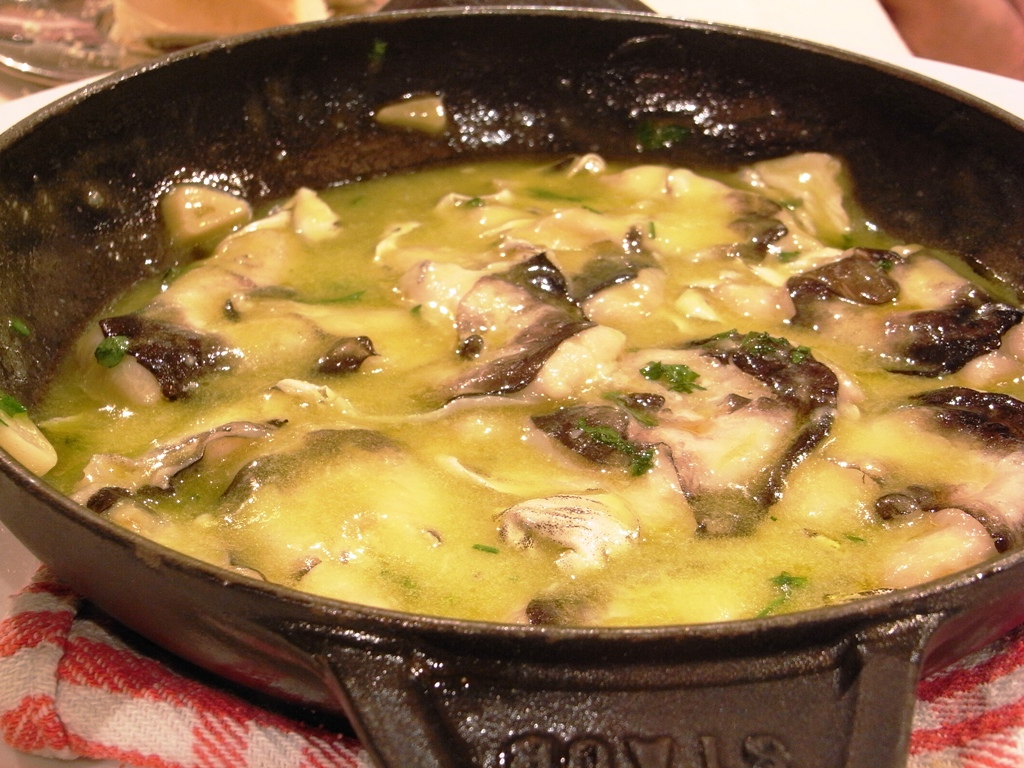
Cocochas de merluza.

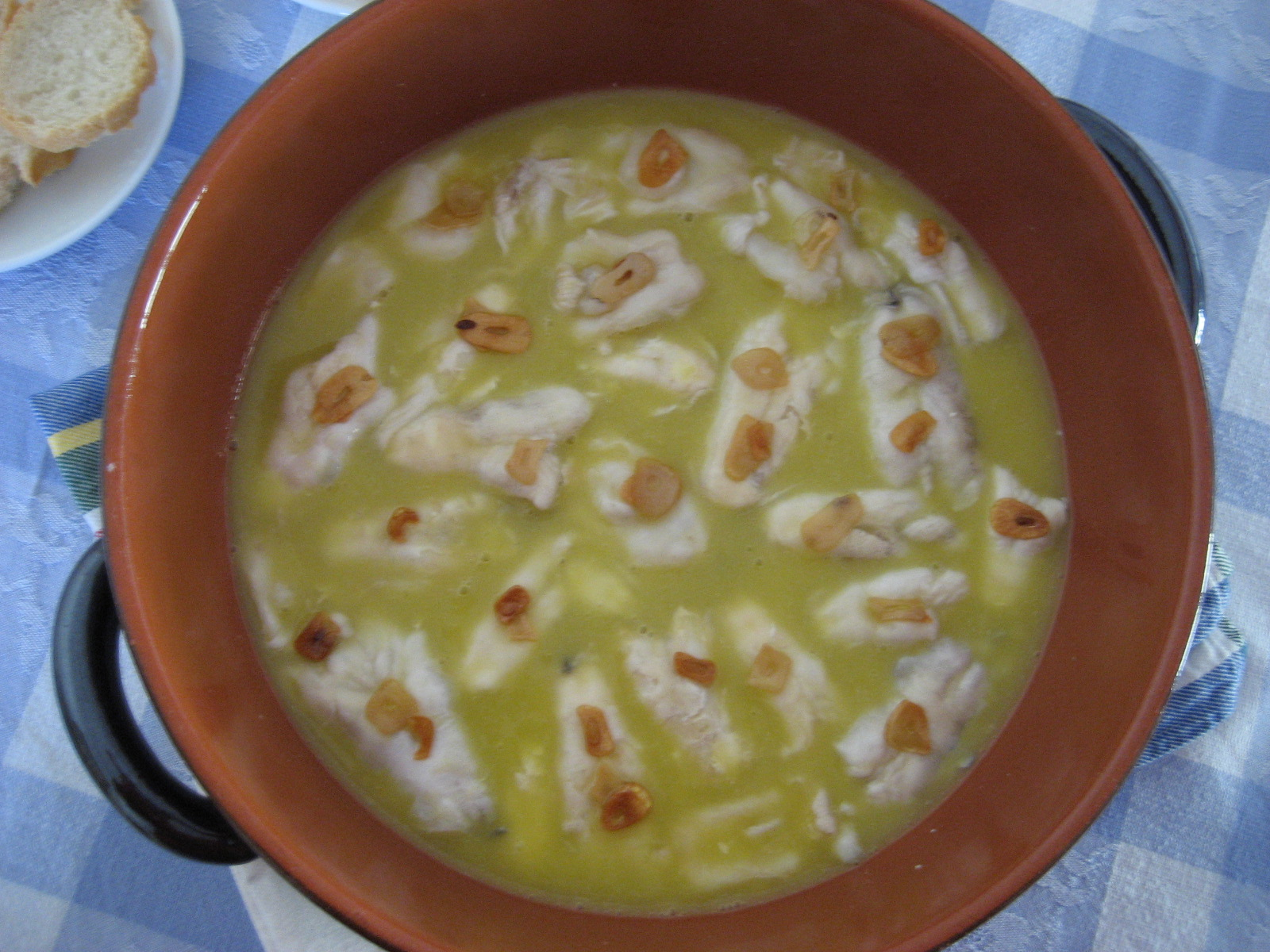
Cocochas de bacalao.

Se llama cococha (del euskera kokotxa) a la parte inferior de la barbilla de la merluza o del bacalao y en ellas se basan algunos platos típicos del País Vasco, en España y Francia. Lo más común es hacerlas en salsa verde o al pil pil, esta última solo con cocochas de bacalao. Se atribuye su descubrimiento como producto alimenticio al cocinero vasco Juan José Santos.

## Características
La receta de la salsa verde se suele preparar con unos dientes de ajo picados con perejil y aceite de oliva en una cazuela de barro, todo rehogado pero sin que se doren, añadiendo sal. Se retira del fuego y se hace vaivén para que se suelte la gelatina. Esta operación debe hacerse al menos dos veces para que salga toda la gelatina y la salsa se espese. Suele servirse caliente en la misma cazuela de barro.

Al pil pil se pone a pochar las cocochas del bacalao en aceite de oliva hasta que suelte la gelatina y se mueve la cazuela para lograr una emulsión. No debe de freír y la emulsión se hace con la salsa templada.

## Variantes
Como alternativa, pueden usarse las cocochas de bacalao.